# Enoplognatha afrodite
Enoplognatha afrodite là một loài nhện trong họ Theridiidae.
Loài này thuộc chi Enoplognatha. Enoplognatha afrodite được miêu tả năm 1983 bởi Heikki Hippa & Oksala.